# Sabon (Schriftart)

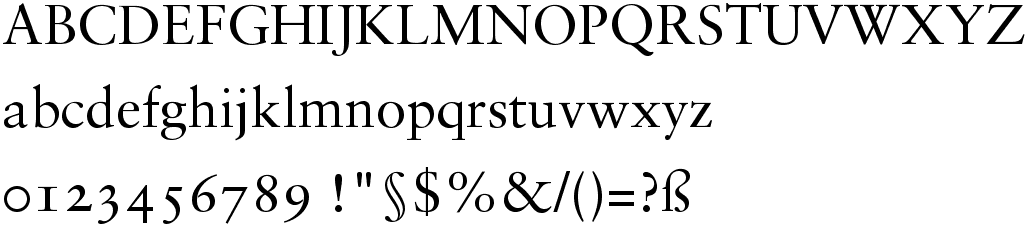
Sabon

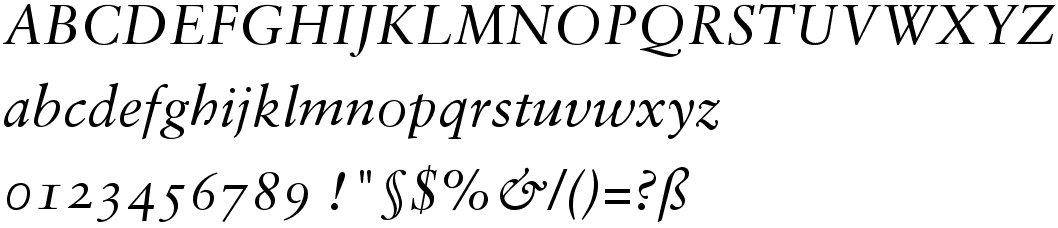
Sabon Italic

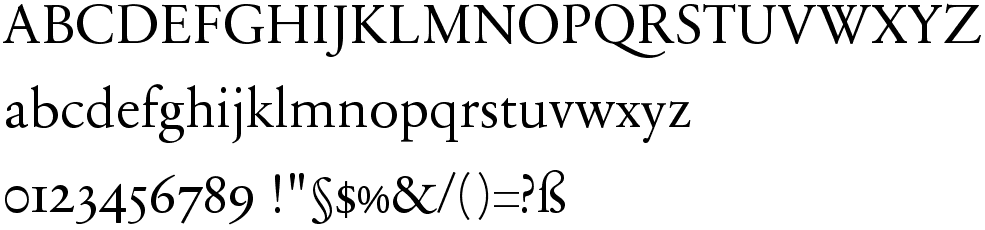
Sabon Next

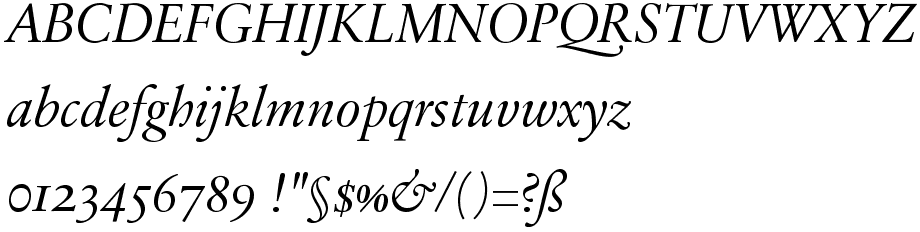
Sabon Next Italic

Sabon ist der Name einer Schriftart, die 1967 von Jan Tschichold für die Schriftenhersteller Linotype, Monotype Corporation und D. Stempel entworfen wurde.

## Merkmale
Das Design der Sabon-Schriften ist als eine Variation der Garamond-Schriften anzusehen, mit Schwerpunkt auf klarerem Schriftbild und damit besserer Lesbarkeit. Sie ist eine französische Renaissance-Antiqua.
Die Sabon-Schriftfamilie umfasst die „klassischen“ vier Schriftschnitte: Sabon Roman, Sabon Italic, Sabon Bold und Sabon Bold Italic.
Im Jahr 2002 schloss der französische Schriftdesigner Jean-François Porchez die Arbeiten an einer Neuinterpretation der ursprünglichen Sabon für Linotype ab. Die neue Schriftfamilie wurde als Sabon Next veröffentlicht und umfasst deutlich mehr Schriften als die erste Ausgabe der Sabon: insgesamt hat die Sabon-Next-Familie je sechs Schriftschnitte (Sabon Next Display, Roman, Demi, Bold, Extra Bold und Black). Zu diesen gibt es jeweils korrespondierende Kursiv-Schnitte. Schließlich gibt es noch einen Ornament-Schriftschnitt mit verschiedenen Blumenzeichen. Weiterhin gibt es zugehörige Kapitälchen und Mediävalziffern-Schnitte.